# 鄭振浩
鄭 振浩（チョン・ジンホ、韓国語：정진호、1988年10月2日 - ）は、大韓民国のソウル特別市出身の元プロ野球選手（外野手）、野球指導者。

## 経歴

### 斗山時代
大学時代は2年時に大学リーグ首位打者になるなど、打撃に長けた選手だった。2011年に斗山ベアーズから5ラウンド指名を受けて入団すると、同年の新人で唯一開幕エントリーに入ったがあまり活躍することはできなかった。
2012年に李性烈が呉在一とのトレードでネクセン・ヒーローズに移籍すると、李性烈に代わる外野の控えとして活躍を見せた。シーズン終了後には軍服務のため尚武でプレーした。
2013年にはフューチャーズリーグのオールスターゲームに2番左翼手として出場。5打数3安打、1打点、1盗塁の成績を残して勝利に貢献し、フューチャーズリーグオールスターゲームのMVPを受賞した。その年の10月には国家代表に抜擢されて東アジア競技大会に外野手で参加した。 2014年には83競技に出場して打率3割4分6厘、3本塁打、64打点を記録し、フューチャーズリーグ打点王のタイトルを取った。
2015年は4月22日のネクセン・ヒーローズ戦で韓賢熙からプロ初ホームランを放った。同月30日にはKTウィズ戦で李星民からサヨナラホームランを打った。その後は登録抹消されるも9月に一軍復帰した。
2016年10月4日のロッテ・ジャイアンツ戦では孫勝洛からサヨナラヒットを放ったが金宰煥と朴健祐との外野スタメン競争に敗れて韓国シリーズエントリーに入れなかった。その上、バックアップ外野手としての役割も鞠海成と趙修行に奪われてしまった。
2017年6月7日の三星ライオンズ戦では歴代23番目となるサイクルヒットを達成した。
2018年には自身最高となる111試合に出場し、打率3割台、2本塁打、37打点、53得点、8盗塁の活躍をした。11月10日に開かれる韓国シリーズの対SKワイバーンズ戦では相手エースの朴鐘勳からホームランを打った。
2019年6月27日にはランニングホームランを放った。同年は66試合の出場と、やや出場機会が減少した。

### ハンファ時代
同年11月20日、余剰戦力を対象とした2次ドラフトでハンファ・イーグルスから指名され、2020年より移籍する。
2021年4月10日の古巣斗山戦では、チームの敗戦が決定的になった9回表2死から姜炅学からの継投を受けて自身初の投手としての出場を記録。かつて同僚だった申成鉉に全球ストレートで挑み、フライに抑えた。同年は3試合に投手として出場し無失点だった。10月14日に金旼河、鄭硬云、金志壽、鄭寅煜、徐均などとともにハンファからウェーバー公示され、10月21日に自由契約選手となり現役を引退した。

### 現役引退後
2022年より斗山ベアーズにコーチとして復帰した。2024年限りで退団した。

## 詳細情報

### 年度別打撃成績
| 年 度    | 球 団    | 試 合 | 打 席 | 打 数 | 得 点 | 安 打 | 二 塁 打 | 三 塁 打 | 本 塁 打 | 塁 打 | 打 点 | 盗 塁 | 盗 塁 死 | 犠 打 | 犠 飛 | 四 球 | 敬 遠 | 死 球 | 三 振 | 併 殺 打 | 打 率 | 出 塁 率 | 長 打 率 | O P S |
| -------- | -------- | ----- | ----- | ----- | ----- | ----- | -------- | -------- | -------- | ----- | ----- | ----- | -------- | ----- | ----- | ----- | ----- | ----- | ----- | -------- | ----- | -------- | -------- | ----- |
| 2011     | 斗山     | 47    | 37    | 35    | 7     | 4     | 1        | 0        | 0        | 5     | 3     | 4     | 0        | 0     | 0     | 2     | 0     | 0     | 6     | 1        | .114  | .162     | .143     | .305  |
| 2012     | 斗山     | 46    | 84    | 75    | 14    | 17    | 2        | 0        | 0        | 19    | 5     | 8     | 3        | 1     | 1     | 6     | 0     | 1     | 13    | 1        | .227  | .289     | .253     | .542  |
| 2015     | 斗山     | 77    | 172   | 154   | 37    | 36    | 5        | 3        | 4        | 59    | 18    | 6     | 3        | 3     | 0     | 14    | 0     | 1     | 24    | 0        | .234  | .302     | .383     | .685  |
| 2016     | 斗山     | 31    | 32    | 24    | 9     | 9     | 0        | 1        | 0        | 11    | 3     | 0     | 2        | 0     | 0     | 6     | 0     | 2     | 1     | 0        | .375  | .531     | .458     | .989  |
| 2017     | 斗山     | 97    | 224   | 198   | 43    | 56    | 11       | 2        | 5        | 86    | 31    | 1     | 1        | 4     | 2     | 19    | 1     | 1     | 32    | 2        | .283  | .345     | .434     | .779  |
| 2018     | 斗山     | 111   | 299   | 269   | 53    | 81    | 12       | 1        | 2        | 101   | 37    | 8     | 1        | 9     | 1     | 19    | 0     | 1     | 44    | 8        | .301  | .348     | .375     | .723  |
| 2019     | 斗山     | 66    | 110   | 96    | 13    | 20    | 0        | 0        | 1        | 23    | 3     | 5     | 2        | 3     | 0     | 11    | 0     | 0     | 24    | 2        | .208  | .290     | .240     | .530  |
| 2020     | ハンファ | 113   | 326   | 282   | 30    | 78    | 14       | 1        | 2        | 100   | 19    | 9     | 7        | 10    | 2     | 29    | 1     | 3     | 50    | 5        | .277  | .348     | .355     | .703  |
| 2021     | ハンファ | 48    | 167   | 145   | 9     | 33    | 9        | 0        | 0        | 42    | 15    | 4     | 1        | 4     | 2     | 15    | 1     | 1     | 22    | 5        | .228  | .301     | .290     | .591  |
| KBO：9年 | KBO：9年 | 636   | 1451  | 1278  | 215   | 334   | 54       | 8        | 14       | 446   | 134   | 45    | 20       | 34    | 8     | 121   | 3     | 10    | 216   | 24       | .261  | .328     | .349     | .677  |

### 背番号
- 8 （2011年 - 2012年）
- 23 （2015年、2017年 - 2019年）
- 33 （2016年、2020年 - 2021年）
- 83 （2022年）
- 88 （2023年 - 2024年）